# Андрєй Раціу
Андрєй Раціу (рум. Andrei Rațiu, нар. 20 червня 1998, Аюд) — румунський футболіст, захисник іспанського «Райо Вальєкано» і національної збірної Румунії.

## Клубна кар'єра
Народився 20 червня 1998 року в місті Аюд. У шестирічному віці переїхав з батьками до Іспанії, де почав займатися футболом.
У дорослому футболі дебютував 2016 року виступами за команду «Вільярреал С», в якій провів два сезони, взявши участь у 65 матчах чемпіонату. 
Згодом протягом 2018—2020 років захищав кольори команди «Вільярреал Б», а з 2019 року паралельно почав включатися до заявки основної команди «Вільярреала».
Протягом сезону 2020/21 грав у Нідерландах на правах оренди за «АДО Ден Гаг», після чого уклав повноцінний контракт із «Уескою».
2023 року перебрався до лав «Райо Вальєкано».

## Виступи за збірні
2019 року залучався до складу молодіжної збірної Румунії. На молодіжному рівні зіграв у 3 офіційних матчах.
2021 року захищав кольори олімпійської збірної Румунії. У складі цієї команди провів 6 матчів і був учасником Олімпійських ігор у Токіо.
Того ж 2021 року дебютував в офіційних матчах у складі національної збірної Румунії.
| Дата       | Місто            | Господарі          | Результат | Гості                | Турнір                               | Голи | Примітки |
| ---------- | ---------------- | ------------------ | --------- | -------------------- | ------------------------------------ | ---- | -------- |
| 2-9-2021   | Рейк'явік        | Ісландія           | 0 – 2     | Румунія              | Відбір до ЧС 2022                    | -    | 68'      |
| 8-9-2021   | Скоп'є           | Північна Македонія | 0 – 0     | Румунія              | Відбір до ЧС 2022                    | -    |          |
| 8-10-2021  | Гамбург          | Німеччина          | 2 – 1     | Румунія              | Відбір до ЧС 2022                    | -    | 59'      |
| 11-10-2021 | Бухарест         | Румунія            | 1 – 0     | Вірменія             | Відбір до ЧС 2022                    | -    | 66'      |
| 11-11-2021 | Бухарест         | Румунія            | 0 – 0     | Ісландія             | Відбір до ЧС 2022                    | -    | 59'      |
| 25-3-2022  | Бухарест         | Румунія            | 0 – 1     | Греція               | товариський матч                     | -    |          |
| 4-6-2022   | Подгориця        | Чорногорія         | 2 – 0     | Румунія              | Ліга націй УЄФА 2022-2023 - 1-й етап | -    |          |
| 11-6-2022  | Бухарест         | Румунія            | 1 – 0     | Фінляндія            | Ліга націй УЄФА 2022-2023 - 1-й етап | -    |          |
| 23-9-2022  | Гельсінкі        | Фінляндія          | 1 – 1     | Румунія              | Ліга націй УЄФА 2022-2023 - 1-й етап | -    |          |
| 26-9-2022  | Бухарест         | Румунія            | 4 – 1     | Боснія і Герцеговина | Ліга націй УЄФА 2022-2023 - 1-й етап | 1    |          |
| 25-3-2023  | Андорра-ла-Велья | Андорра            | 0 – 2     | Румунія              | Відбір до ЧЄ 2024                    | -    |          |
| 12-9-2023  | Бухарест         | Румунія            | 2 – 0     | Косово               | Відбір до ЧЄ 2024                    | -    |          |
| 12-10-2023 | Будапешт         | Білорусь           | 0 – 0     | Румунія              | Відбір до ЧЄ 2024                    | -    |          |
| 18-11-2023 | Фельчут          | Ізраїль            | 1 – 2     | Румунія              | Відбір до ЧЄ 2024                    | -    | 78'      |
| 21-11-2023 | Бухарест         | Румунія            | 1 – 0     | Швейцарія            | Відбір до ЧЄ 2024                    | -    |          |
| 26-3-2024  | Мадрид           | Колумбія           | 3 – 2     | Румунія              | товариський матч                     | -    |          |
| Усього     |                  | Матчів             | 16        |                      | Голів                                | 1    |          |